# Tuffi alla XIX Universiade
Le competizioni dei tuffi della XIX Universiade si sono svolte nell'agosto 1997 presso le Piscine Cappuccini di Messina, in Italia.

## Podi

### Uomini
| Evento                      | Oro           | Punti | Argento       | Punti | Bronzo        | Punti |
| Trampolino 1 m (dettagli)   | Imre Lengyel  |       | Wang Tianling |       | Chris Lepoole |       |
| Trampolino 3 m (dettagli)   | Imre Lengyel  |       | Pat Bogart    |       | Dean Pullar   |       |
| Piattaforma 10 m (dettagli) | Xiao Hailiang |       | Wei Jianhui   |       | Jesús Aballi  |       |
| Gara a squadre (dettagli)   | Stati Uniti   |       | Messico       |       | Cina          |       |

### Donne
| Evento                      | Oro         | Punti | Argento      | Punti | Bronzo            | Punti |
| Trampolino 1 m (dettagli)   | Lu Haisong  |       | Chen Lixia   |       | Michelle Rojohn   |       |
| Trampolino 3 m (dettagli)   | Zhu Jinhong |       | Lu Haisong   |       | María José Alcalá |       |
| Piattaforma 10 m (dettagli) | Chi Meilan  |       | Julie Danaux |       | Wang Xuan         |       |
| Gara a squadre (dettagli)   | Cina        |       | Stati Uniti  |       | Russia            |       |

## Medagliere
| Pos.   | Paese       | Oro | Argento | Bronzo | Totale |
| ------ | ----------- | --- | ------- | ------ | ------ |
| 1      | Cina        | 5   | 4       | 2      | 11     |
| 2      | Ungheria    | 2   | 0       | 0      | 2      |
| 3      | Stati Uniti | 1   | 2       | 1      | 4      |
| 4      | Messico     | 0   | 1       | 1      | 2      |
| 5      | Francia     | 0   | 1       | 0      | 1      |
| 6      | Australia   | 0   | 0       | 1      | 1      |
| 6      | Canada      | 0   | 0       | 1      | 1      |
| 6      | Cuba        | 0   | 0       | 1      | 1      |
| 6      | Russia      | 0   | 0       | 1      | 1      |
| Totale | Totale      | 8   | 8       | 8      | 24     |